# Bacówka PTTK na Maciejowej

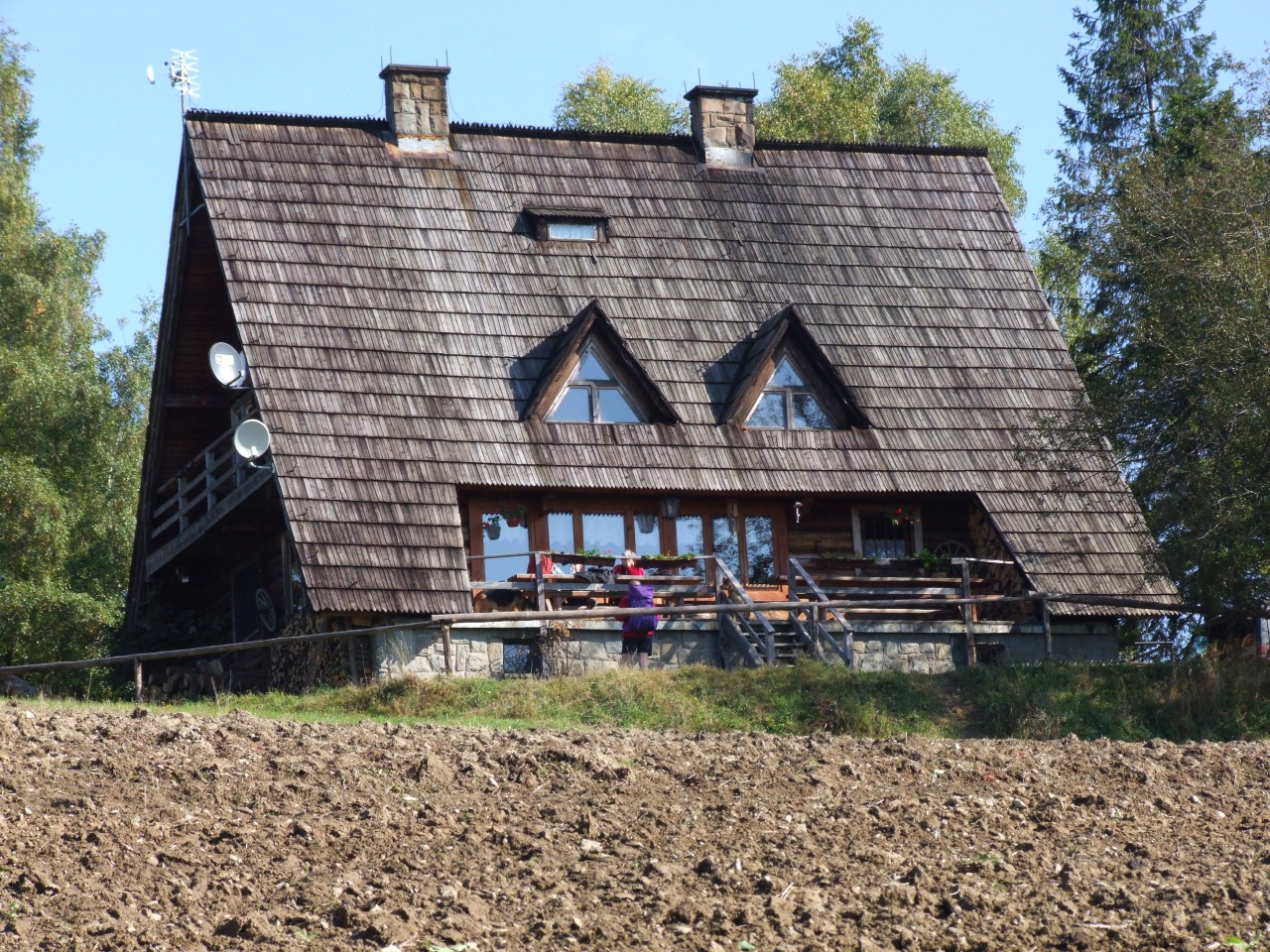
Widok ze szlaku turystycznego

Bacówka PTTK na Maciejowej – schronisko turystyczne PTTK w Gorcach. Położone jest na polanie Przysłop, na grzbiecie odchodzącym od Turbacza do Rabki. Nazwa schroniska jest myląca, znajduje się ono bowiem około 1 km na południowy wschód od szczytu Maciejowej (815 m n.p.m.), na wysokości 852 m n.p.m.

## Opis schroniska
Jest to schronisko turystyki kwalifikowanej, przeznaczone do obsługi turystów indywidualnych. Wybudowane zostało w 1977 według projektu S. Karpiela. Wnętrze schroniska ma oryginalny wystrój; ściany pokryte są rzeźbami wykonanymi przez absolwentów Liceum Sztuk Plastycznych im. A. Kenara z Zakopanego, również pozostałe detale wykończenia i sprzęt (krzesła, osłony grzejników i inne) są stylowe. Obiekt należał do Klubu Bacówkarza.
Schronisko stanowi bazę dla uprawiania  górskiej turystyki pieszej, rowerowej i narciarskiej.  Posiada miejsca noclegowe, bufet z ciepłymi posiłkami. Organizuje spotkania literackie, okolicznościowe imprezy, obozy i sylwestra.

## Otoczenie schroniska
Zimą w pobliżu funkcjonowały dwa wyciągi narciarskie – Maciejowa I i Maciejowa II. Niedaleko bacówki znajduje się granica Gorczańskiego Parku Narodowego. Ze schroniska szeroka panorama widokowa od szczytu Wierchowej po Babią Górę. W dalszej perspektywie (przy dobrej pogodzie) widoczny jest łańcuch Tatr oraz słowackie góry Wielki Chocz i Mała Fatra.

## Szlaki turystyki pieszej
– czerwony (Główny Szlak Beskidzki) z Rabki przez Maciejową. Czas przejścia: 1.45 h, ↓ 1.15 h
 – czerwony (Główny Szlak Beskidzki) na Turbacz przez Stare Wierchy i Obidowiec. Czas przejścia: 3.30 h, ↓ 2.40 h
 – zielony z Piątkowej Góry przez Rdzawkę i Świńską Górę do Bacówki na Maciejowej. Czas przejścia: 2.35 h, ↓ 2.30 h
 – zielony z Poręby Wielkiej. Czas przejścia: 1.15 h, ↓ 0.50 h.
Do bacówki prowadzą również liczne szlaki rowerowe.